# Pascal Perrineau
Pour les articles homonymes, voir Perrineau.
Pascal Perrineau, né le 12 juillet 1950 à Moyeuvre-Grande, est un politologue français spécialiste de la sociologie électorale.
Professeur des universités, il enseigne à l'Institut d'études politiques de Paris.
Il a été le directeur du Centre de recherches politiques de Sciences Po (CEVIPOF) entre 1992 et 2013, et depuis 2016, il préside l'association des anciens élèves de Sciences Po.

## Biographie

### Situation personnelle
Pascal Perrineau suit ses études secondaires au lycée Descartes à Tours. Une fois son baccalauréat obtenu, il étudie le droit à l'université de Tours puis à l'université Paris I Panthéon-Sorbonne. Il obtient un diplôme d'études supérieures en droit et en science politique. Il intègre l'Institut d'études politiques de Paris sur le conseil de Georges Lavau pour étudier le droit. En 1974, il est diplômé de l’IEP, section politique, économique et sociale.
Il est docteur d'État en science politique depuis 1981. Il est reçu à l'agrégation de science politique en 1982.

### Parcours professoral
Durant sa thèse de science politique, à partir de 1978, Pascal Perrineau est assistant de recherche à la Fondation nationale des sciences politiques, puis attaché jusqu'en 1982.
Il est nommé cette année-là, après avoir été reçu à l'agrégation, professeur à l'Institut d'études politiques de Grenoble. Il y enseigne jusqu'en 1986, date à laquelle il obtient un poste à l'université de Tours au sein de la faculté de droit.
En 1991, il est recruté comme professeur à l'IEP de Paris, où il a la charge de plusieurs cours sur le vote, l'analyse des comportements et des attitudes politiques, la science politique et l'extrême droite en France et en Europe.
De 1992 à 2013, il est directeur du CEVIPOF, succédant à Annick Percheron, à la demande d'Alain Lancelot. Il est régulièrement invité comme expert par les chaînes de télévision françaises lors des soirées électorales, pour commenter les résultats, ce qui lui vaut une certaine notoriété auprès du grand public.
Il est professeur émérite de 2018 à 2024.

### Parcours professionnel
Pascal Perrineau est chargé du domaine « Fait politique » aux Presses de Sciences Po avec Janine Mossuz-Lavau.
Il est un invité régulier de l'émission C dans l'air sur la chaîne publique France 5. Il intervient également sur La Chaîne parlementaire.
En février 2016, il est nommé membre du conseil scientifique de la Délégation interministérielle à la lutte contre le racisme et l'antisémitisme (DILCRA), présidé par Dominique Schnapper.
En mars 2016, le bureau du Sénat le nomme membre du conseil d’administration de Public Sénat en qualité de personnalité qualifiée.
En octobre 2016, il est élu président de l'association des anciens élèves de Sciences Po. Il est réélu en 2019 avec près de 80 % des voix.
En janvier 2019, il devient l'un des cinq « garants » du grand débat national organisé pour répondre à la crise résultant du mouvement des Gilets jaunes.
En 2020, il fait partie des trois candidats pour prendre la tête de la FNSP, vacante depuis la démission d'Olivier Duhamel. Il échoue à être élu face à Laurence Bertrand Dorléac.
Alors que Sciences Po traverse une crise marquée par une succession de scandales, et de polémiques,,, qui se traduit par une instabilité de la gouvernance de l'école, Pascal Perrineau dénonce une évolution qui ne permet plus à l'école de faire vivre le pluralisme.
C'est dans ce contexte que le 28 mai 2024, à la faveur de nouvelles dispositions introduites par un décret de 2021 qui lui confère cette prérogative, le Conseil scientifique de l'IEP de Paris ne vote pas le renouvellement de son éméritat, contre l'avis favorable du directeur de son unité d'enseignement et de recherche.
Le 26 novembre 2024, dans une interview accordée à la chaîne de télévision TF1, le Premier ministre Michel Barnier annonce qu'il a chargé Pascal Perrineau de lui remettre un rapport au printemps 2025 en vue de l'instauration éventuelle du scrutin proportionnel aux élections législatives, revendication de longue date du Front national, puis du Rassemblement national.

### Engagement politique
De 1976 à 1981, il est membre du Parti socialiste dans la section de Paris-Centre, dont il devient secrétaire et délégué fédéral à la culture. Il y rencontre notamment Georges Dayan, Dominique Strauss-Kahn et Jack Lang.
Dans une tribune collective titrée : « Le Nouveau Front populaire constitue la première menace pour les Français juifs », publiée le 4 juillet 2024 dans le Figaro avant le second tour des élections législatives du 7 juillet 2024, Pascal Perrineau appelle à faire barrage au Nouveau front populaire.

### Vie privée
Divorcé, père d'une fille, il est marié à Anne Muxel depuis 2007.

### Décoration
- 2016[26] :  Chevalier de la Légion d'honneur

## Thèmes de recherche
Il est l'auteur de nombreux ouvrages et articles sur les comportements politiques, les élections, les idées politiques françaises. Ses recherches portent principalement sur l'analyse des élections, l'étude de l'extrême droite en France et en Europe ainsi que sur l'interprétation des nouveaux clivages à l'œuvre dans les sociétés européennes.
Il est l'un des premiers analystes politiques à identifier les changements sociologiques de l'électorat du Front national en le présentant notamment, dès 1996, comme le « premier parti ouvrier de France ». Il avance alors : « Aujourd'hui, l'enracinement devient véritablement populaire, avec une très forte représentation ouvrière. »

## Publications

### Ouvrages
- Le symptôme Le Pen : radiographie des électeurs du Front national, Paris, Fayard, coll. « L'espace du politique », 1997, 256 p. (ISBN 2-213-59984-X).
- (dir.) Avec Colette Ysmal, Le vote surprise. Les élections législatives des 25 mai et 1er juin 1997, Paris, Presses de Sciences po, « Chroniques électorales », 1998  (ISBN 2-7246-0734-1).
- (dir.) Avec Bertrand Badie, Le citoyen. Mélanges offerts à Alain Lancelot, Paris, Presses de Sciences Po, 2000.  (ISBN 2-7246-0793-7).
- (dir.) Avec Pierre Bréchon et Annie Laurent, Les cultures politiques des Français, Paris, Presses de Sciences po, 2000  (ISBN 2-7246-0802-X).
- (dir.) Les croisés de la société fermée : l'Europe des extrêmes droites, La Tour-d'Aigues, Éditions de l'Aube, 2001  (ISBN 2-87678-624-9).
- (dir.) Avec Dominique Reynié, Dictionnaire du vote, Paris, Presses universitaires de France, 2001  (ISBN 2-13-051345-X).
- (en) (éd.) Avec Gérard Grunberg et Colette Ysmal, Europe at the Polls: The European Elections of 1999, New York et Basingstoke (GB), Palgrave, 2002  (ISBN 0-312-23895-9).
- (dir.), Le désenchantement démocratique, La Tour-d'Aigues, Éditions de l'Aube, « Monde en cours. Essai », 2003  (ISBN 2-87678-848-9).
- (dir.) Avec Colette Ysmal, Le vote de tous les refus. Les élections présidentielle et législatives 2002, Paris, Presses de Sciences Po, « Chroniques électorales », 2003  (ISBN 2-7246-0907-7).
- (dir.) Avec Luc Rouban, Politics in France and in Europe, New York, Palgrave Macmillan, 2009.
- (dir.), Avec Luc Rouban, La solitude de l'isoloir. Les vrais enjeux de 2012, Paris, Autrement, 2011.
- Le choix de Marianne Fayard, 2012  (ISBN 2-21365-419-0).
- (dir), La décision électorale en 2012, Paris, Armand Colin/Recherches, 2012.
- (dir), Le vote normal. Les élections présidentielle et législatives d'avril-mai-juin 2012, Paris, Presses de Sciences Po, 2013.
- La France au Front : essai sur l'avenir du Front national, Paris, Fayard, 2014, 229 p. (ISBN 978-2-213-68103-0).
- Cette France de gauche qui vote FN, éd. du Seuil, 2017.
- Le Grand Écart : chronique d'une démocratie fragmentée, Paris, Plon, 2019, 157p
- Le Populisme, Que sais-je ?, 2021.
- Le Goût de la politique : Un observateur passionné de la Ve République, Paris, Odile Jacob, 2024, 256 p. (ISBN 9782415007928).

### Préfaces
- À Christel Peyrefitte, Des rides à l'âme, avant-propos de Bella Cohen, Pascal Perrineau et Jean-Marie Rouart, Paris, Gallimard, 1997  (ISBN 2-07-074863-4).
- À Virginie Martin, Toulon sous le Front national, Paris, Denoël, 1998.
- À Hans-Georg Betz, La droite populiste en Europe. Extrême et démocrate ?, traduit de l'anglais par Geneviève Brzustowski, Paris, Autrement, « CEVIPOF-Autrement », 2004  (ISBN 2-7467-0451-X).
- À Christophe Piar, Comment se jouent les élections. Télévision et persuasion en campagne électorale, Paris, INA éditions, 2012[30].

### Débat
- Anne Muxel, Les jeunes et la politique : débat avec Pascal Perrineau, Paris, Hachette, « Questions de politique », 1996.  (ISBN 2-01-235225-1).

### Multimédia
- Participation au documentaire de Nicole Weyer, La guerre culturelle du Front national, interview par Laurence Mermoud ; participants : Pascal Perrineau, Marie-Pascale Bonnal, Pierre-André Taguieff, Jacques Bompard, Gérard Paquet et al., Genève, Télévision suisse romande, 1997 ; Paris, Ateliers de diffusion audiovisuelle, 1997. 1 cass. vidéo (VHS) (30 min), coul. (SECAM).
- Participations au documentaire de William Karel, Histoire d'une droite extrême. Deuxième partie, Denis Barbier, comp. ; Jean-Claude Dauphin, voix ; participants : Jean-Yves Camus, Pierre Milza, Ariane Chebel d’Appollonia, Pascal Perrineau et al., Paris, Cinétévé, Centre national de documentation pédagogique, La Sept, 2000. Institut national de l'audiovisuel, 1 cass. vidéo (VHS) (52 min), couleur avec séquences en noir et blanc (SECAM).
- La France dans le boudoir, documentaire vidéo d'Alessandro Mercuri et Haijun Park (24 min) diffusé sur ParisLike, 2012  (ISSN 2117-4725)

## Prix
- 27 avril 2024 : à l'Assemblée nationale, Pascal Perrineau se voit décerner le prix du livre politique pour son ouvrage Le Goût de la politique.